# Izabela Bawarska

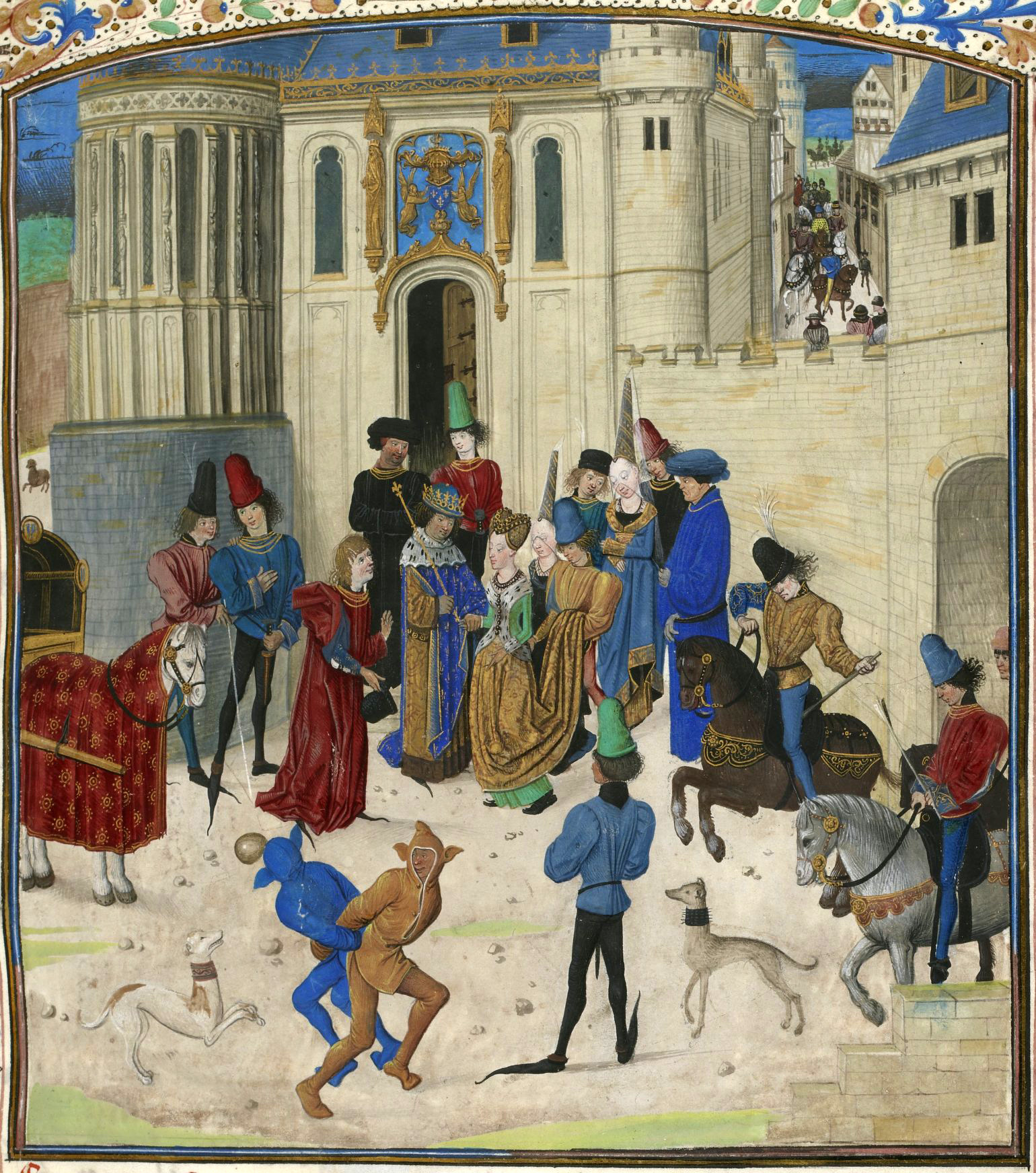
Przyjazd Izabeli do Paryża

Izabela z Bawarii, niem. Isabella von Bayern, fr. Isabeau de Bavière (ur. 1371, zm. 29 września 1435) – królowa i regentka Francji.
Jej ojcem był Stefan III, książę Bawarii (wnuk cesarza Ludwika IV i Elżbiety Sycylijskiej – córki króla Sycylii – Fryderyka III). Jej matką była Taddea Visconti (córka Bernabò Viscontiego, pana Mediolanu i Beatrice Reginy della Scala).
17 lipca 1385 poślubiła w Amiens króla Karola VI Szalonego i została królową Francji. Izabela nie była popularną władczynią, ale miała bardzo duży wpływ na rządy Francją. Jej mąż miał stale ataki szaleństwa, a począwszy od 1392 cierpiał prawdopodobnie na ataki schizofrenii. Izabela rządziła krajem w jego imieniu i sama nazwała się regentką. Do łoża męża wysłała Odette de Champdivers (która stała się stałą kochanką Karola VI), a ten z łatwością zaakceptował nowy stan rzeczy – nigdy nie lubił pojawiać się publicznie i był wdzięczny żonie, że tak często go zastępuje.
Izabela i Karol mieli 12 dzieci, ale większość z nich nie przeżyła dzieciństwa. Izabela nie była przywiązana do swoich dzieci. Swojego syna – Karola VII darzyła nieukrywaną niechęcią, kiedy objął on rządy Izabela przeniosła się na terytoria kontrolowane przez Anglików i już więcej nie wywierała wpływu na politykę. Zmarła w Paryżu w 1435 i została pochowana w bazylice Saint-Denis.

## Dzieci Izabeli i Karola VI
1. Karol, delfin Viennois (1386–1386),
2. Joanna (1388–1390),
3. Izabela (1389–1409), poślubiła Ryszarda II – króla Anglii, a później Karola – księcia Orleanu,
4. Joanna (1391–1433), poślubiła Jana VI Mądrego – księcia Bretanii,
5. Karol, delfin Viennois, książę Gujenny (1392–1401),
6. Maria (1393–1438),
7. Michalina (1395–1422), poślubiła Filipa III Dobrego – księcia Burgundii,
8. Ludwik, delfin Viennois, książę Gujenny (1397–1415), poślubił Małgorzatę Burgundzką,
9. Jan, delfin Viennois, książę Touraine (1398–1417), poślubił Jakobinę – hrabinę Hainaut i Holandii,
10. Katarzyna, królowa Anglii (1401–1438), poślubiła Henryka V – króla Anglii, a później Owena Tudora,
11. Karol VII, król Francji (1403–1461), poślubił Marię Andegaweńską,
12. Filip (1407).